# Beleg van Krimpen aan de Lek
Het Beleg van Krimpen aan de Lek was tijdens de Tachtigjarige Oorlog een belegering op Krimpen in Holland vanaf 30 januari 1576, door Staatsen in opdracht van Willem van Oranje onder uitvoering van Hohenlohe tegen de in Spaanse dienst staande stadhouder Gilles van Berlaymont, heer van Hierges. Van voedselvoorraden afgesneden door de Staatsen moesten de koningsgezinden de verdediging opgeven op 21 februari. Onder voorwaarden ging Krimpen over naar de Staatsen.

## Voorgeschiedenis
Na het Beleg van Schoonhoven (1575) namen de koningsgezinden, dezelfde dag nog, ook Krimpen en Papendrecht in, op 24 augustus 1575. Onder Mondragon, d'Avila en d'Ulloa wisten zij via Tholen, over St. Filipsland naar Schouwen te varen. Op 28 september 1575 wisten zij het eiland Schouwen te veroveren. Ze waren van plan om Zierikzee te gaan belegeren, maar voordat ze daarmee konden beginnen moest Bommenede ingenomen worden. Na de inname verbeterden zij de vestingwerken van Krimpen en Papendrecht. De prins die zich tijdens het beleg van Krimpen meestal in Dordrecht had opgehouden, had vernomen dat Reguessens een aanslag op Zeeland wilde plegen, verliet haastig deze stad "om beter op alles ordre te mogen stellen". Kort daarop zou Dordrecht deel nemen aan de verovering van Krimpen. De prins stuurde Hohenlohe om het beleg op Krimpen uit te voeren.

## Beleg
De Hollanders bouwden aan de overkant van de dijk een schans en plaatsten daarop geschut om te beletten dat het Spaanse leger via Krimpen naar Zwijndrecht kon varen. Deze schans lag in het Elshout en werd door Hierges beschoten. Daardoor werd het varen uit de Lek in de Maas verhinderd. Toen de koningsgezinden succesvol een oorlogsschip wisten te kelderen moesten de Hollanders deze schans prijs geven. Daarna zond Willem van Oranje driehonderd ruiters en acht vendels (achthonderd man) voetvolk (volgens Vloten, eenentwintig vendels, honderd ruiters en drieduizend boeren) de Zwijndrechtse Waard binnen. Zij bouwden een nieuwe schans tegenover Krimpen in de Ridderkerkse Waard bij het Slikkerveer om de rivier open te houden. Men stak de dijk in de Riederwaard open, waardoor de koningsgezinden afgesneden raakten van de buitenwereld. Grote voedseltekorten zorgden voor honger binnen het belegerde Krimpen. Hierdoor moesten de koningsgezinden Krimpen prijsgeven op 21 februari 1576 na een beleg van ruim drie weken.

## Nasleep
Commandant Requesens kon geen ontzet aan Krimpen bieden omdat hij volop in het Beleg van Zierikzee (1575-1576) was verwikkeld. De koningsgezinden richtten zich na het prijsgeven van Krimpen op het Beleg van Woerden. Krimpen ging bij verdrag over naar de Staatsen. De bezetting mocht gewapend uittrekken, maar moest haar geschut en krijgsbenodigdheden achterlaten. Het had ruim drie weken in beslag genomen. Aan het einde van het beleg had Requesens doodziek op bed gelegen, waarin hij stierf op 4 maart. Het Leger van Vlaanderen zou daardoor maandenlang zonder kapitein-generaal komen te zitten. In Krimpen en het Elshout (tegenwoordig de Kinderdijk) werd een regiment Schotten geplaatst. Deze kwamen in september in een kwaad daglicht te staan wegens vermeende handel met koningsgezinden. Enkele maanden eerder hadden de koningsgezinden met de inname van Zierikzee het eiland Schouwen in handen gekregen. Er brak echter een grote muiterij uit, hetgeen grote gevolgen zou gaan krijgen gedurende dat jaar.